# Barisoa intentalis
Barisoa intentalis är en fjärilsart som beskrevs av Heinrich Benno Möschler 1886. Barisoa intentalis ingår i släktet Barisoa och familjen Crambidae. Inga underarter finns listade i Catalogue of Life.